# (4234) Yevtushenko
(4234) Yevtushenko es un asteroide perteneciente al cinturón exterior de asteroides descubierto por Nikolái Stepánovich Chernyj desde el Observatorio Astrofísico de Crimea, en Naúchni, el 6 de mayo de 1978.

## Designación y nombre
Yevtushenko fue designado inicialmente como 1978 JT1.
Posteriormente, en 1994, se nombró en honor del poeta ruso Yevgueni Yevtushenko.

## Características orbitales
Yevtushenko está situado a una distancia media del Sol de 3,203 ua, pudiendo acercarse hasta 2,66 ua y alejarse hasta 3,746 ua. Tiene una inclinación orbital de 1,685 grados y una excentricidad de 0,1695. Emplea 2094 días en completar una órbita alrededor del Sol.

## Características físicas
La magnitud absoluta de Yevtushenko es 12,5.